# Division d'Honneur (Martinica)
Il Championnat de Division d'Honneur è la massima competizione calcistica della Martinica, creato nel 1919.

## Campionato 2013-2014 - Squadre
- Aiglon du Lamentin (Le Lamentin)
- Club Colonial (Fort-de-France)
- Club Franciscain (Le François)
- Bélimois (Le Lamentin)
- Essor-Préchotain (Le Prêcheur)
- Golden Lion
- Golden Star (Fort-de-France)
- Good Luck (Retrocesso) (Fort-de-France)
- Rivière-Pilote
- Samaritaine (Ste.-Marie) (promosso)
- Diamantinoise (Retrocesso) (Le Diamant)
- Marinoise (Le Marin)
- Riveraine (Retrocesso) (newly promoted)
- Robert (Le Robert)

## Albo d'oro
- 1919:  Intrépide (Fort-de-France)
- 1920:  Club Colonial (Fort-de-France)
- 1921:  Club Colonial (Fort-de-France)
- 1922:  Club Colonial (Fort-de-France)
- 1923:  Club Colonial (Fort-de-France)
- 1924:  Club Colonial (Fort-de-France)
- 1925:  Intrépide (Fort-de-France)
- 1926:  Club Colonial (Fort-de-France)
- 1927:  Golden Star (Fort-de-France)
- 1928:  Golden Star (Fort-de-France)
- 1929:  Golden Star (Fort-de-France)
- 1930:  Club Colonial (Fort-de-France)
- 1931:  Club Colonial (Fort-de-France)
- 1932:  Stade Spiritain (St.-Esprit)
- 1933:  Intrépide (Fort-de-France)
- 1934:   non assegnato
- 1935:  Club Colonial (Fort-de-France)
- 1936:  Golden Star (Fort-de-France)
- 1937:  Golden Star (Fort-de-France)
- 1938:  Club Colonial (Fort-de-France)
- 1939:  Golden Star (Fort-de-France)
- 1940:  Club Colonial (Fort-de-France)
- 1941:  Club Colonial (Fort-de-France)
- 1942:  Club Colonial (Fort-de-France)
- 1943:  Club Colonial (Fort-de-France)
- 1944:  Gauloise (Trinité)
- 1945:  Good Luck (Fort-de-France)
- 1946:  Aigle Sportif (Fort-de-France)
- 1947:  Aigle Sportif (Fort-de-France)
- 1948:  Golden Star (Fort-de-France)
- 1949:  Club Colonial (Fort-de-France)
- 1950:  Gauloise (Trinité)
- 1951:  Gauloise (Trinité)
- 1952:  Golden Star (Fort-de-France)
- 1953:  Golden Star (Fort-de-France)
- 1954:  Golden Star (Fort-de-France)
- 1955:  Gauloise (Trinité)
- 1956:  Golden Star (Fort-de-France)
- 1957:  Good Luck (Fort-de-France)
- 1958:  Golden Star (Fort-de-France)
- 1959:  Golden Star (Fort-de-France)
- 1960:  Stade Spiritain (St.-Esprit)
- 1961:  Stade Spiritain (St.-Esprit)
- 1962:  Golden Star (Fort-de-France)
- 1963:  Assaut (Saint-Pierre)
- 1964:  Club Colonial (Fort-de-France)
- 1965:  Club Colonial (Fort-de-France)
- 1966:  Assaut (Saint-Pierre)
- 1967:  Assaut (Saint-Pierre)
- 1968:  Assaut (Saint-Pierre)
- 1969:  Eclair (Rivière Salée)
- 1970:  Club Franciscain (Le François)
- 1971:  Vauclinois (Le Vauclin)
- 1972:  Club Colonial (Fort-de-France)
- 1973:  Assaut (Saint-Pierre)
- 1974:  Vauclinois (Le Vauclin)
- 1975:  Samaritaine (Ste.-Marie)
- 1976:  Golden Star (Fort-de-France)
- 1977:  Renaissance (Sainte Anne)
- 1978:  Renaissance (Sainte Anne)
- 1979:  Renaissance (Sainte Anne)
- 1980:  Gauloise (Trinité)
- 1981:  Samaritaine (Ste.-Marie)
- 1982:  Rivière-Pilote (Rivière-Pilote)
- 1983:  Rivière-Pilote (Rivière-Pilote)
- 1984:  Aiglon du Lamentin
- 1985:  Olympique du Marin (Marin)
- 1986:  Golden Star (Fort-de-France)
- 1987:  Excelsior
- 1987/88:  Excelsior
- 1988/89:  Excelsior
- 1989/90:  Marinoise (Marin)
- 1990/91:  Aiglon du Lamentin
- 1991/92:  Aiglon du Lamentin
- 1992/93:  Robert (Le Robert)
- 1993/94:  Club Franciscain (Le François)
- 1994/95:  Marinoise (Marin)
- 1995/96:  Club Franciscain (Le François)
- 1996/97:  Club Franciscain (Le François)
- 1997/98:  Aiglon du Lamentin
- 1998/99:  Club Franciscain (Le François)
- 1999/00:  Club Franciscain (Le François)
- 2000/01:  Club Franciscain (Le François)
- 2001/02:  Club Franciscain (Le François)
- 2002/03:  Club Franciscain (Le François)
- 2003/04:  Club Franciscain (Le François)
- 2004/05:  Club Franciscain (Le François)
- 2005/06:  Club Franciscain (Le François)
- 2006/07:  Club Franciscain (Le François)
- 2007/08:  Rivière-Pilote
- 2008/09:  Club Franciscain (Le François)
- 2009/10:  Rivière-Pilote
- 2010/11:  Club Colonial (Fort-de-France)
- 2011/12:  Rivière-Pilote
- 2012-2013:  Club Franciscain
- 2013-2014:  Club Franciscain
- 2014-2015:  Golden Lion
- 2015-2016:  Golden Lion
- 2016-2017:  Club Franciscain
- 2017-2018:  Club Franciscain
- 2018-2019:  Club Franciscain
- 2019-2020:  Samaritaine
- 2020-2021:  Golden Lion
- 2021-2022:  Golden Lion
- 2022-2023:  Golden Lion
- 2023-2024:  Club Franciscain
- 2024-2025: Template:Calcio Saint-Joseph

## Classifica vittorie
| Club                         | Città          | Vittorie | Stagioni |
| ---------------------------- | -------------- | -------- | --- |
| Club Franciscain             | Le François    | 20       | 1970, 1994, 1996, 1997, 1999, 2000, 2001, 2002, 2003, 2004, 2005, 2006, 2007, 2009, 2013, 2014, 2017, 2018, 2019, 2024 |
| Club Colonial                | Fort-de-France | 19       | 1920, 1921, 1922, 1923, 1924, 1926, 1930, 1931, 1935, 1938, 1940, 1941, 1942, 1943, 1949, 1964, 1965, 1972, 2011       |
| Golden Star                  | Fort-de-France | 16       | 1927, 1928, 1929, 1936, 1937, 1939, 1948, 1952, 1953, 1954, 1956, 1958, 1959, 1962, 1976, 1986                         |
| Assaut                       | Saint-Pierre   | 5        | 1963, 1966, 1967, 1968, 1973                                                                                           |
| Gauloise                     | La Trinité     | 5        | 1944, 1950, 1951, 1955, 1980                                                                                           |
| Rivière-Pilote               | Rivière-Pilote | 5        | 1982, 1983, 2008, 2010, 2012                                                                                           |
| Golden Lion                  | Saint-Joseph   | 5        | 2015, 2016, 2021, 2022, 2023                                                                                           |
| Aiglon du Lamentin           | Le Lamentin    | 4        | 1984, 1991, 1992, 1998                                                                                                 |
| Intrépide                    | Fort-de-France | 3        | 1919, 1925, 1933 |
| Renaissance                  | Sainte-Anne    | 3        | 1977, 1978, 1979 |
| Stade Spiritain              | Saint-Esprit   | 3        | 1932, 1960, 1961 |
| Samaritaine                  | Sainte-Marie   | 3        | 1975, 1981, 2020 |
| Excelsior                    | Schœlcher      | 3        | 1987, 1988, 1989 |
| Aigle Sportif                | Fort-de-France | 2        | 1946, 1947 |
| Good Luck                    | Fort-de-France | 2        | 1945, 1957 |
| Marinoise                    | Le Marin       | 2        | 1990, 1995 |
| Vauclinois                   | Le Vauclin     | 2        | 1971, 1974 |
| Robert                       | Le Robert      | 1        | 1993 |
| Eclair                       | Rivière Salée  | 1        | 1969 |
| Olympique du Marin           | Le Marin       | 1        | 1985 |
| Template:Calcio Saint-Joseph |                | 1        | 2025 |